# دمسيسة ثلاثية الأقسام
دمسيسة ثلاثية الأقسام أو أمبروزية ثلاثية الأقسام (الاسم العلمي:Ambrosia trifida) هي نوع من النباتات تتبع جنس الدمسيسة من الفصيلة النجمية.

## معرض صور

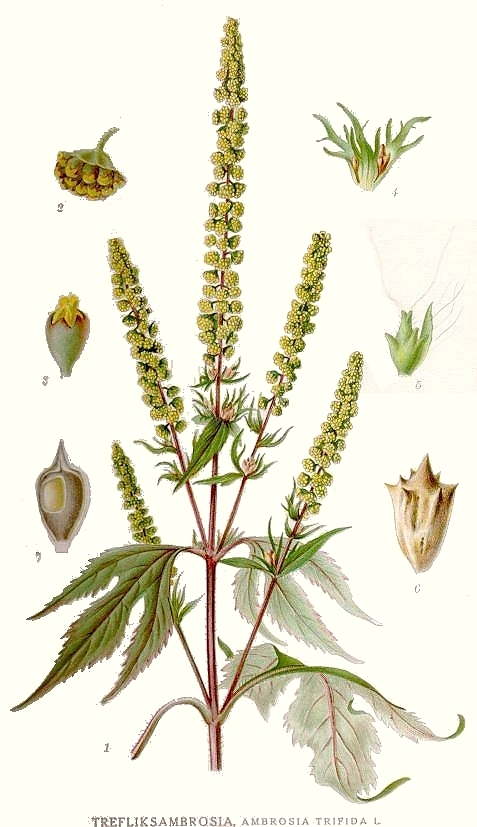
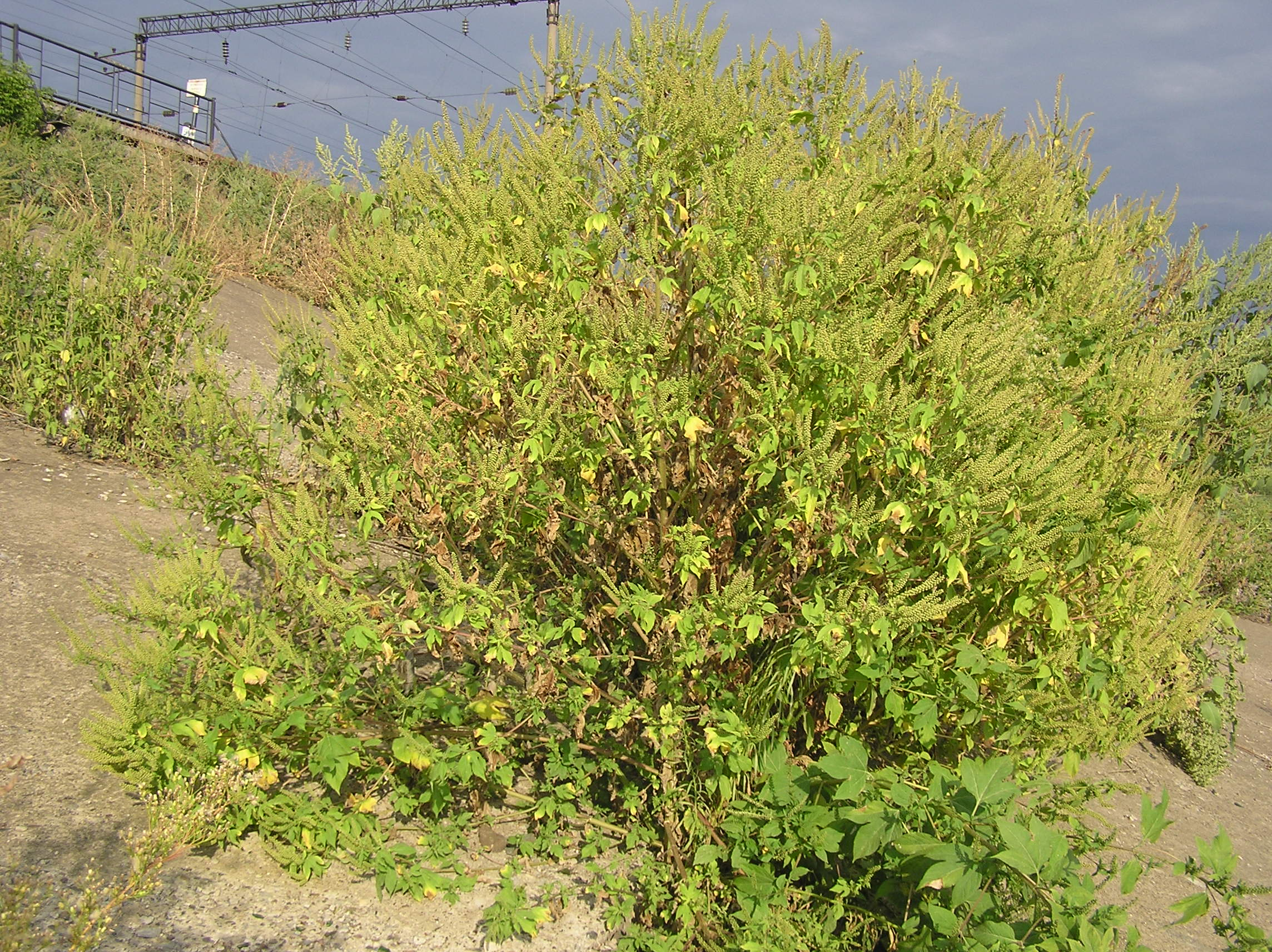
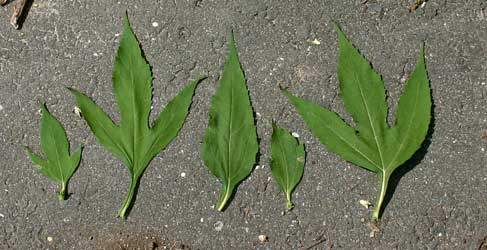
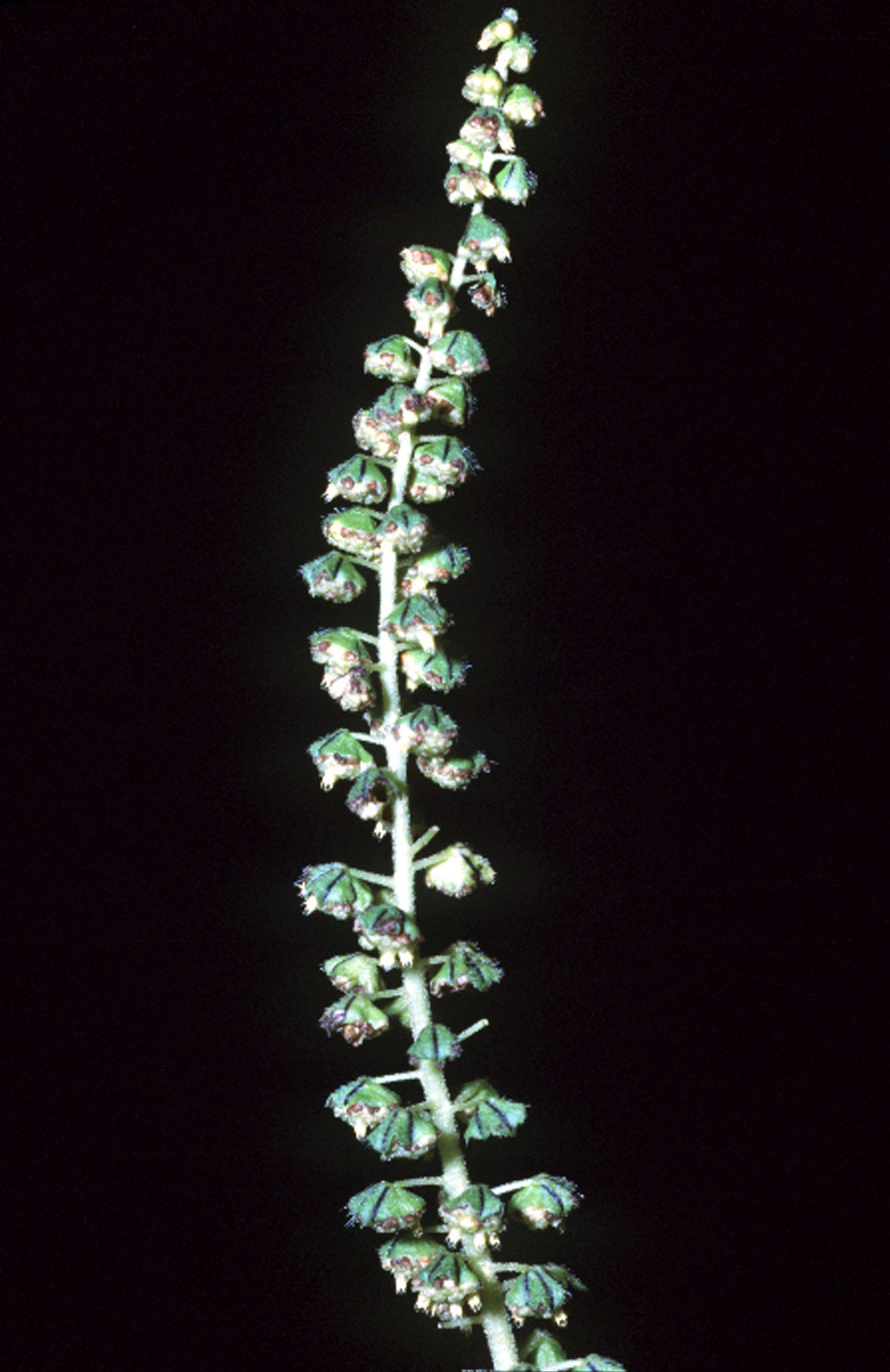